# 玛丽·塔里奥尼
瑪麗·塔里奥尼，瓦桑伯爵夫人（Marie Taglioni, Comtesse de Voisins，1804年4月23日—1884年4月22日）是一名浪漫主義芭蕾時期的芭蕾舞蹈者，也是最為著名。是歐洲舞蹈史上的核心人物。她一生的大部分時間是在奧地利帝國和法國度過的。這種芭蕾舞主要在國王陛下劇院和巴黎歌劇院芭蕾舞團的皇家音樂學院劇院培養。她被認為（儘管未被證實）是第一位真正跳足尖舞的芭蕾舞者。

## 早年生活
瑪麗出生于瑞典斯德哥爾摩。她的父親菲利波·塔里奧尼是一个義大利舞蹈編排者，她的母親蘇菲·卡斯滕是芭蕾舞者，克里斯托弗·克里斯蒂安·卡斯滕和波蘭歌劇歌手兼演員索菲·斯特布諾斯卡的孫女。她的兄弟保羅（Paul，1808-1884 年）也是一名舞者和頗具影響力的編舞家。他們在職業生涯早期就一起表演過。

## 婚姻
瑪麗於1835年與奧古斯特·吉爾伯特·瓦桑伯爵結婚，但於1836年分居。同年，德斯馬雷斯（Eugene Desmares）和塔里奧尼生下了一個（私生子）孩子。1842年，她生下了第二個孩子。儘管出生證明上寫著父親是吉爾伯特·瓦桑，但尚不清楚孩子的父親是誰。塔里奧尼的孩子的名字是喬治·菲利普·瑪麗·吉爾伯特·德·瓦贊伯爵 （Georges Philippe Marie Gilbert de Voisins）和伯爵夫人尤金妮·瑪麗·吉爾伯特·德·瓦贊（countess Eugenie-Marie (Edwige) Gilbert de Voisins）。後來喬治·吉爾伯特·德·瓦贊與出生於希臘的富有的拉利家族的女繼承人索宗加·拉利（Sozonga Ralli）結婚，而尤金妮嫁給了俄羅斯王子亞歷山大·特魯別茨科伊（Alexander Trubetskoy），兩人育有五個孩子，並定居在科莫湖畔的別墅和巴黎的住所之間。索菲亞·特魯別茨科伊（Sophia Trubetskoy）公主是瑪麗·塔里奧尼的孫女，嫁給了希臘出生的著名雷卡納蒂銀行家族的後裔。

## 訓練
瑪麗很小的時候就隨家人搬到了維也納，在那裡她在讓-弗朗索瓦·庫隆和她父親的指導下開始了芭蕾舞訓練。菲利波被任命為維也納宮廷歌劇院的芭蕾舞大師後，決定瑪麗將在哈布斯堡首都首演。儘管瑪麗曾跟隨庫隆訓練，但她的技術並沒有達到給維也納觀眾留下深刻印象的標準。隨後，她的父親為女兒制定了為期六個月的嚴格訓練。訓練每天進行，包括上午兩個小時重點腿部的困難練習，下午兩個小時重點慢板動作，這將有助於她完善芭蕾舞姿勢。瑪麗的背部圓潤，導致她身體前傾。她努力透過增加運動範圍和增強力量來掩蓋自己的身體限制。瑪麗將精力集中在向觀眾展示自己的身材和造型上，而不是大膽的技巧和旋轉。在維也納，瑪麗跳了她父親編排的第一部芭蕾舞劇《La Reception d'une Jeune Nymphe à la Cour de Terpsichore》。

## 職業生涯

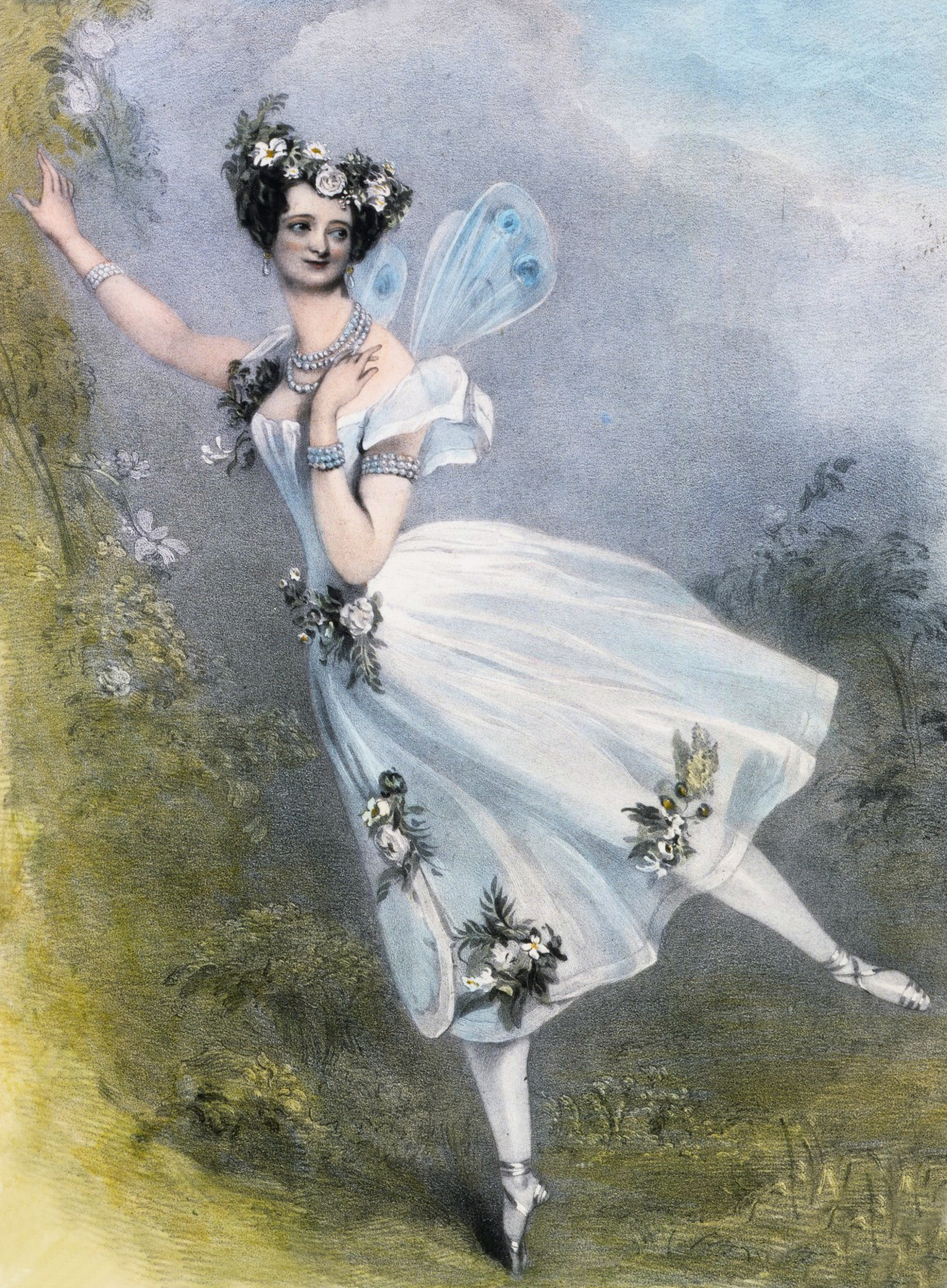
Chalon和Lane創作的版畫，瑪麗·塔里奧尼在查爾斯‧狄德洛（Charles Didelot）的 《Zéphire et Flore》中飾演芙蘿拉（Flora），倫敦, 1831 (維多利亞與艾伯特博物館/謝爾蓋耶夫收藏)

在加入巴黎歌劇院之前，瑪麗曾在慕尼黑和斯圖加特跳舞，並於 23歲時首次亮相於她父親編排的另一部芭蕾舞劇《西西里島》，從而開啟了她的芭蕾舞生涯。當瑪麗的父親為她創作了芭蕾舞劇《仙女》（1832）時，瑪麗作為巴黎歌劇院的舞女而聲名鵲起。這部芭蕾舞劇旨在展示塔瑪麗的才華，它是第一部具有美學原理的芭蕾舞劇，而不僅僅是一種雜技特技，通常涉及不優雅的手臂動作和用力，就像1820年代末舞者的做法一樣。

## 四人舞

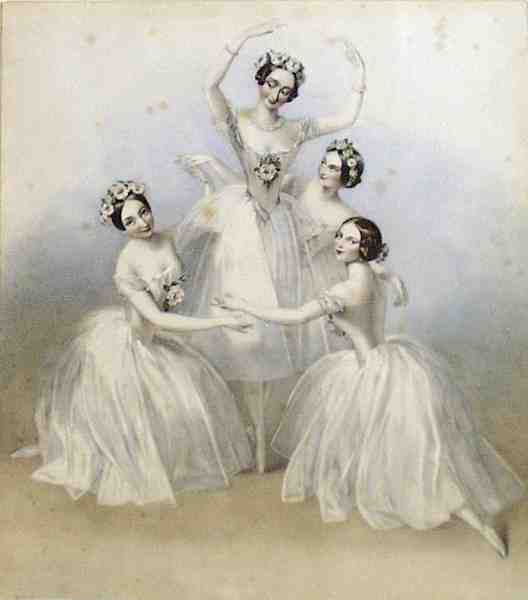
塔里奧尼(中間) ， 四人舞, 1845

1837年，瑪麗離開國王陛下劇院芭蕾舞團，前往聖彼得堡與帝國芭蕾舞團（現基洛夫/馬林斯基芭蕾舞團）簽訂了一份為期三年的合約。正是在她最後一次在俄羅斯演出（1842年）之後，在“芭蕾舞女演員崇拜（cult of the ballerina）”的鼎盛時期，她的一雙足尖鞋以兩百盧布的價格售出。
1845年7月，她與露西爾·格拉恩 (Lucile Grahn)、卡洛塔·格里西 (Carlotta Grisi)和芬妮·塞里托 (Fanny Cerrito)一起在朱爾斯·佩羅(Jules Perrot ) 的《四人舞》(Pas de Quatre)中跳舞，這部芭蕾舞劇以阿爾弗雷德·愛德華·查隆 (Alfred Edward Chalon) 的平版印刷為基礎，展現了瑪麗的空靈品質。四人舞最初是為了獻給出席第三場演出的維多利亞女王而編排的。

## 退休、最後幾年

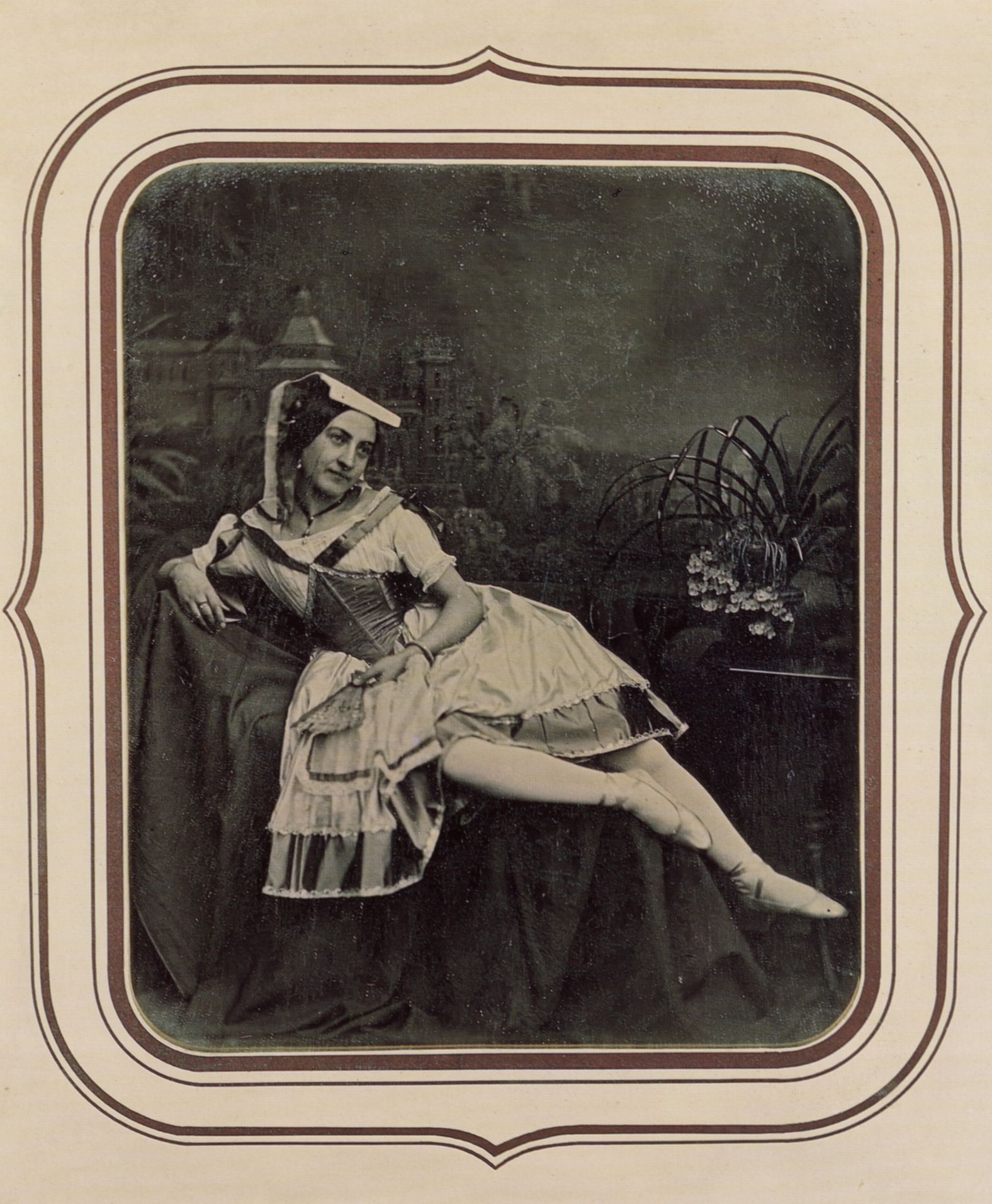
塔里奧尼,1845年

瑪麗於1847年退休。她曾一度居住在威尼斯大運河邊的黃金宮。當巴黎歌劇院的芭蕾舞團按照更嚴格、更專業的路線進行重組時，她是其精神支柱。她與新任舞蹈學院院長盧西恩·佩蒂帕 (Lucien Petipa )以及佩蒂帕的前學生、編舞家路易斯·梅蘭特 (Louis Mérante)一起，入選了1860年4月13日舉行的第一屆芭蕾舞團年度比賽的六位評審團成員。
她唯一的編舞作品是為她去世的學生艾瑪·利夫里 (Emma Livry )創作的《Le papillon 》（ 1860年）。約翰·史特勞斯二世為紀念瑪麗·塔里奧尼的侄女瑪麗·“保羅”·塔里奧尼（也被稱為“小瑪麗”）而創作了《瑪麗·塔里奧尼波爾卡》（作品173）。這兩個同名的女人經常被混為一談或混淆。
後來在英國，她在倫敦向兒童和社交女士教授社交舞和國標舞。她還招收了數量有限的芭蕾舞學生。1875年至1876年間，她住在倫敦康諾廣場14號。

## 死亡
1884年4月22日，也就是她80歲生日的前一天，瑪麗在馬賽貧困中去世。她的遺體被轉移到巴黎。關於她是埋在蒙馬特還是拉雪茲神父公墓，或者蒙馬特的墓地是否屬於她的母親，存在一些爭議。當地的舞者開始將破舊的足尖舞鞋留在蒙馬特的墳墓上，作為對第一位足尖舞者的致敬和感謝。